# Wo Long: Fallen Dynasty
Wo Long: Fallen Dynasty (ウォーロン フォールン ダイナスティ?) è un videogioco di ruolo sviluppato da Team Ninja e pubblicato nel 2023 da Koei Tecmo per PlayStation 5, PlayStation 4, Xbox Series X e Series S, Xbox One e Microsoft Windows.

## Trama
Il gioco è ambientato in Cina nel 184 d.C., durante la tarda dinastia Han.

## Sviluppo
Il gioco è stato ufficialmente annunciato nel corso del Xbox & Bethesda Showcase 2022.